# San Guillermo
San Guillermo là một đô thị hạng 4 ở tỉnh Isabela, Philippines. Theo điều tra dân số năm 2007, đô thị này có dân số 16.865 người trong 2.549 hộ.

## Các đơn vị hành chính
San Guillermo được chia ra 26 barangay.
| - Anonang - Aringay - Centro 1 - Centro 2 - Colorado - Dietban - Dingading - Dipacamo - Estrella - Guam - Nakar - Palawan - Progreso | - Rizal - San Francisco Sur - San Mariano Norte - San Mariano Sur - Sinalugan - Villa Remedios - Villa Rose - Villa Sanchez - Villa Teresita - Burgos - San Francisco Norte - Calaoagan - San Rafael |